# Cantonul Besançon-Planoise
Cantonul Besançon-Planoise este un canton din arondismentul Besançon, departamentul Doubs, regiunea Franche-Comté, Franța.